# Reginald Boulos
Reginald Boulos (1956) es un médico, político y filántropo de Haití.

## Primeros años y educación
Reginald Boulos nació en 1956, hijo de Carlos y Aimee (née Abraham) Boulos. Dr Boulos obtuvo su título de médico en 1981 en la Facultad de Medicina en Puerto Príncipe, Haití y en 1982 Bullía una Maestría en Salud Pública y Medicina Tropical, en la Escuela Universitaria de Tulane de Salud Pública en Nueva Orleans. También cuenta con la certificación de la Sloan School of Management del MIT para los altos ejecutivos.
Esfuerzos de negocios 
R
En 1996, el doctor Boulos salió de la práctica médica para comenzar una nueva carrera en el desarrollo de negocios. Mientras que el presidente de la Intercontinental Bank SA (1996-1998), negoció la fusión con Sogebank, el banco más grande de Haití. En 2003, el doctor Boulos orquestó la reingeniería de uno de los diarios más antiguos de Haití, Le Nouveau Matin. De 2000 a 2010, Boulos creó y desarrolló Delimart, una cadena de supermercados, Autoplaza, un concesionario de coches líder y Megamart, una tienda de descuento de alimentos membresía. Recientemente, organizó renovación de un importante hotel en Haití, El Rancho, reapertura como NH.

## Filantropía
Boulos es un precursos de larga data de la mejora social en Haití. En 1992, fundó el Fond de Parrainage National (FPN), que hoy financia la educación de cerca de 20.000 niños de primaria en Haití, del cual sigue siendo su presidente. 
De 1982 a 1996, fue Presidente y Gerente General de los Centros para el Desarrollo y de la Salud, una organización no gubernamental de Haití que proporciona servicios y la atención integral de salud a las poblaciones de las zonas desfavorecidas del país desde 1974. Bajo su liderazgo, el Centro desarrollado y gestionado el programa de salud más completo en Haití, proporcionando salud y servicios sociales a 550.000 personas. Él es también el fundador del Instituto de Salud Infantil de Haití, una institución de investigación y el Instituto Haitiano de Salud de la Comunidad, una institución de formación. 
La reconstrucción de Haití.
Boulos cree que el terremoto de Haití 2010 presenta nuevas oportunidades para Haití, en especial para el crecimiento empresarial y el desarrollo sostenible. Propuso que los donantes destinaran al menos el 50% de todos los fondos y garantías formales a la Pequeña y Mediana Empresa (PYME) y a la financiación de microempresas para fomentar la amplia propiedad de las empresas más grandes, y poner en práctica el establecimiento de reservas en las PYME, especialmente en los sectores de vivienda y construcción. Detrás de sus recomendaciones, el doctor Boulos plantea como principios “la rendición de cuentas, la igualdad y la "independencia de la ayuda internacional”. 
Boulos está activo en la reconstrucción de Haití, y es el representante del sector empresarial para el HRIC - Haití Comisión de Reconstrucción, también conocido como el CIRH - Comisión intérimaire Pour La Reconstrucción D'Haití, que está co-presidido por el expresidente de Estados Unidos Bill Clinton y el primer ministro de Haití, Jean-Max Bellerive.
Boulos prevé un nuevo Haití:. uno centrado en la creación de puestos de trabajo de forma rápida mientras se purga su sentencia del amiguismo que ayudó a hacer de este uno de los países más pobres del mundo ".
Frente a la crisis política, declaró: "Es la primera vez que un presidente de Haití, ha hecho lo que suelen hacer los líderes del mundo moderno: Cuando algo malo sucede, dicen 'la responsabilidad final es con el presidente'", dijo el empresario haitiano que lideró los 11 -miembros de la comisión presidencial nombrada por Martelly en noviembre pasado, para ayudar a encontrar una manera de salir de la crisis. 

## Lazos políticos y controversia
Boulos ha sido acusado de estar vinculado al golpe de 1991 de Haití de Estado y el segundo golpe de Estado contra el presidente Jean-Bertrand Aristide en 2004. 
El fuerte rumor, asegura que el G184 fue dirigido por dos de los multimillonarios más vilipendiados del país, que son a la vez de la herencia de Oriente Medio: Reginald Boulos, propietario de una empresa farmacéutica haitiana cuyos productos habían matado a decenas de pobres Haitianos Andy Apaid Jr., un ciudadano estadounidense y el propietario de los talleres clandestinos más grandes de Haití, ambos vinculados a corporaciones de medios influyentes que pertenecen a la Asociación Nacional de Haití Media (ANMH). 
Él y su hermano Rudolph, también serían piezas clave para el "Proyecto Democracia en Haití", un ala derecha frontal con sede en Washington, mediante la cual el Gobierno de Estados Unidos supuestamente habría usado sus recursos, programas de gobierno y su diplomático Departamento de Estado, el Pentágono y la ONU / OEA, para ayudar a llevar a cabo el golpe de Estado. 
Después de las recientes elecciones, Boulos, fue descrito por la Associated Press como "uno de los enemigos más acérrimos de Aristide", dijo que el sector privado está "dispuesto a apoyar y unir fuerzas detrás del presidente... Quien quiera que sea, siempre que los observadores internacionales y nacionales sancionar a estas elecciones como justas". Antes de que los votos fueron contados por completo, la campaña comenzó a etiquetar las elecciones como "defectuosas". 
También ha sido acusado de estar asociado con el Frente para la el Avance y el Progreso de Haití (FRAPH), los paramilitares "escuadrones de la muerte" que dieron paso al poder por la inteligencia de Estados Unidos durante el golpe de 1991 liderado por el teniente general Raoul Cédras, aunque Boulos afirma estas acusaciones de su participación son "mentiras absolutas". También ha estado ligada a la coalición política controversial del Grupo de los 184.
El Partido político Repons Peyizan y una organización que se autodenomina G17, salieron en defensa de la candidatura de la primera dama Sophia Martelly para el senador de la República.
Secretario de Estado de Agricultura, Evenel Moncherry y Edmonde Jacques, un partidario de Rudolph Boulos, ofrecieron una conferencia de prensa en la que dijeron que esperaban que la Oficina Nacional de Controversias Electorales (BCEN) aprobar los candidatos PHTK, nacidos en otra países, que habían renunciado a su ciudadanía.
Rudolph Boulos fue retirado del Senado en 2006 cuando se encontró que tenía doble nacionalidad. Las objeciones fueron presentadas contra oferta Boulos 'en 2015. Sophia Saint Remy Martelly nació en Nueva York y el año pasado, en 2014, puede haber renunciado a su ciudadanía estadounidense.
Merece destacar que Repons Peyizan es la entidad legal que fue utilizado por Michel Martelly en 2010 para traerlo al poder.
G17 es poco conocida en Port-au-Prince y se basan en el departamento de Norte de Oriente, donde Rudolph Boulos espera para hacer campaña.
Tanto Sophia Saint Remy Martelly como Rudloph Boulos eran candidatos para el Tèt Partido Kale haitiano (PHTK - 5), sin embargo, La candidatura de la primera dama , fue oficialmente rechazada por las autoridades electorales debido a la incertidumbre respecto a su nacionalidad haitiana.
Boulos quien fue retirado del Senado en 2006, al declararse que tenía otra ciudadanía, plantea una gran pregunta de la identidad de todas las madres haitianas que están dando a luz a los niños en Santiago, República Dominicana, donde 50 de cada 100 niños nacidos de una madre es haitiana, dijo ... "No tienen identidad ... Esta es una violación de los derechos humanos", puntualizó.